# Barry Horne
Barry Horne (* 17. März 1952 in Northampton; † 5. November 2001 in Worcester) war ein britischer Tierrechtler. Er erhielt bis dato (Stand 2009) die höchste Strafe wegen Straftaten mit Tierrechtsmotivation, in seinem Fall 18 Jahre wegen Brandstiftung. Sein Tod war die Folge einer Serie von Hungerstreiks in britischer Gefangenschaft. Während britische Medien in ihm im Wesentlichen einen Terroristen sehen, gilt er in einigen Teilen der britischen Tierrechtsbewegung als „Märtyrer“.

## Früher Aktivismus
Horne arbeitete als Müllmann in Northampton, als seine zweite Frau ihn mit Tierrechtsideen konfrontierte. Er wurde Vegetarier und beteiligte sich an gewaltfreien Jagdsabotagen. Darüber hinaus engagierte er sich ab 1987 im Northamptoner Animal Concern und war an einem Überfall auf ein Forschungslabor von Unilever und eine Filiale von Beatties beteiligt, einem Bekleidungsgeschäft, das auch Pelze führt.

## Aktivismus in der ALF bzw. ARM

### Rocky, der Delfin
Horne fiel im Jahr 1988 das erste Mal öffentlich mit der „Rettungsaktion“ eines Großen Tümmlers auf. Der Delfin Rocky war 1971 bei der Florida Panhandle gefangen und über viele Jahre im Betonpool eines Delfinariums in Morecambe, Lancashire, gehalten worden – die meiste Zeit isoliert. Horne und vier Freunde planten, den Delfin in einem gemieteten Mini Metro zu verladen und so die 200 Meter zwischen dem Delfinarium und dem Meer zurückzulegen.
Nachdem sie sich heimlich mit dem Delfin vertraut gemacht hatten, wurden sie infolge eines zweiten Einbruchs im Delfinarium gefasst. Ursprünglich wollten sie Rocky in dieser Nacht befreien, mussten aber feststellen, dass ihr Equipment dazu vollkommen unzureichend war. Als sie auf dem Rückweg von der Polizei angehalten wurden, konnten sie, wie einer der Aktivisten sagte, nicht glaubhaft machen, aus welchen harmlosen Gründen sie einen Delfinträger mit sich führten. Horne wurde zusammen mit Jim O’Donnell, Mel Broughton und Jim Buckner zu jeweils 500 Pfund Strafe wegen Verschwörung zum Diebstahl verurteilt. Horne und Broughton erhielten 6 Monate Freiheitsstrafe auf Bewährung.
Horne und die anderen setzten daraufhin ihre Bemühungen fort, Rocky zu befreien. Sie hielten Mahnwachen und Kundgebungen, verteilten Flyer und setzten sich beim Stadtrat ein. Infolge eines Rückgangs bei den Zuschauern verkaufte das Management den Delfin zum Preis von 120.000 Pfund. Das Geld wurde von verschiedenen Organisationen gesammelt, darunter die Born Free Foundation. Rocky wurde allmählich an ein freies Umfeld gewöhnt und später erfolgreich ausgesetzt. Mittlerweile gibt es in Großbritannien keine gefangenen Delfine mehr.

### Raub bei Harlan Interfauna und Sprengung einer Konferenz am Exeter College
Gemeinsam mit Keith Mann und Danny Attwood gründete Horne eine kleine Zelle der Animal Liberation Front (ALF). Sie brachen bei Harlan Interfauna ein, einem Unternehmen, das Laboratorien mit Tieren und Körperteilen beliefert. Dabei stiegen sie über das Dach ein und entwendeten eine Liste mit Kunden des Unternehmens sowie 82 Beaglewelpen und 26 Hasen, die sie mithilfe von Einzelpersonen medizinisch versorgten und in verschiedenen Orten in Großbritannien unterbrachten. Aufgrund der Beweislage am Tatort und infolge einer Hausdurchsuchung wurden Mann und Attwood wegen Verschwörung zum Raub zu 9 und 18 Monaten Haft verurteilt.
Horne und andere störten 1992 eine Konferenz mehrerer Tierforscher am Exeter College. Sie lieferten sich eine Prügelei mit der Polizei, um sich Eintritt zu verschaffen, und randalierten dann in den Konferenzräumen. Er und fünf weitere wurden wegen gewalttätiger Störung zu Gefängnisstrafen verurteilt. Während seiner Haft radikalisierte Horne sich zusehends.

### Brandanschläge und Verurteilung
Nach seiner Freilassung im Jahr 1994 arbeitete Horne nur noch alleine. Infolge einiger nächtlicher Brandanschläge, die innerhalb der nächsten zwei Jahre im Raum um Oxford auf Lederwarengeschäfte und Charitieläden der Krebsforschung verübt wurden, fiel der Verdacht schnell auf Horne, da neben ihm praktisch niemand in der Tierrechtsbewegung offen bereit gewesen wäre, Brandanschläge als ein Mittel der politischen Auseinandersetzung zu propagieren. Zu einigen Anschlägen existierten Bekennerschreiben der Animal Rights Militia (ARM). Horne schien sich dessen bewusst zu sein: Er sah sich selbst in einer Art Krieg und war bereit, sich dafür aufzuopfern. Er wurde 1996 mit bereits gelegten und weiteren Brandsätzen gefasst.
Gegen ihn wurde am 12. November 1997 ein Verfahren vor dem Bristol Crown Court eröffnet; sechs Wochen nachdem er seinen zweiten Hungerstreik beendet hatte. Er plädierte auf schuldig für die Anschläge, bei denen er aufgegriffen wurde, stritt aber ab, an anderen Anschlägen auf der Isle of Wight beteiligt gewesen zu sein. In einem durch kritische Öffentlichkeit begleiteten Indizienverfahren befand man ihn der Brandstiftung schuldig. Die verwendeten Sprengsätze stellten sich einerseits als baugleich heraus. Bei 14 Gegenüberstellungen wurde er andererseits nicht identifiziert.
Das Gericht befand zudem, dass Horne nicht beabsichtigte, jemanden zu töten, und nannte ihn einen urban Terrorist. Sein Strafmaß wurde mit 18 Jahren bemessen, die höchste jemals vergebene Strafe für ein Delikt mit Tierrechtshintergrund. Robin Webb vom Animal Liberation Press Office (ALPO) entging einer Verurteilung wegen Verschwörung bezüglich derselben Taten.

## Hungerstreiks in der Gefangenschaft
Am 6. Januar 1997 begann Horne, die Nahrungsaufnahme zu verweigern, sofern der konservative John Major nicht einwillige, von einer politischen Unterstützung von Tierversuchen innerhalb der nächsten fünf Jahre ganz abzusehen. Weil es als gesichert galt, dass Labour im Mai in die Regierung gewählt würde, beendete er seinen Streik am 9. Februar, nachdem Elliot Morley, Tierschutzsprecher der Labour-Party, erklärte, sie habe das Ziel, Tierversuche zu reduzieren und eventuell langfristig auszusetzen. Der Streik ging mit landesweiten Protesten einher, die vereinzelt Bezug auf Horne nahmen, sowie einigen Tierbefreiungen.
Mit dem Ziel, dass die Regierung sich innerhalb eines gewissen Zeitrahmens aus Tierversuchen zurückzieht, trat er am 11. August 1997 in den zweiten Hungerstreik. Am 12. September 1997 gab es teils große Proteste in London, Southampton, Den Haag, Cleveland, Ohio und an der Universität Umeå. 400 Personen marschierten zur Shamrock Farm, einer Affenhaltungsanlage bei Brighton, und 300 zu den Wickham-Laboratorien. Büros der Labour-Party und das Anwesen von Jack Straw (Home Secretary) wurden besetzt. Aktivisten errichteten ein befestigtes Camp gegenüber den Anlagen von Huntingdon Life Sciences bei Cambridgeshire. Später im September wurde in die Newchurch guinea pig farm eingebrochen und 600 Meerschweine wurden befreit. Horne beendete den Streik am 26. September, nachdem Lord Williams of Mostyn (Innenminister, später Generalstaatsanwalt) seinen Anhängern ein Gesprächsangebot zukommen ließ.
In seinen längsten Streik trat er am 6. Oktober und beendete ihn am 13. Dezember 1998. Aktivisten drohten zudem mit weitreichender Eskalation der Lage, bis hin zu namentlichen Morddrohungen gegen ausgewählte Wissenschaftler, für den Fall, dass Horne sterben sollte. Der Fall wurde weltweit in den Medien besprochen und brachte die Tierversuchsproblematik kurzzeitig in den Mittelpunkt der politischen Agenda in England.
Hornes Forderungen beinhalteten:
- Wissenschaftlern sind keine Lizenzen mehr für Tierversuche auszustellen und laufende Lizenzen dürfen nicht verlängert werden.
- Tierversuche für nichtmedizinische Zwecke sind grundsätzlich bis 2002 zu verbieten, wobei die Versuche des Porton Down, des Wissenschaftlichen Zentrums des Verteidigungsministeriums unverzüglich einzustellen sind.
- Auflösung des seiner Meinung nach befangenen Animal Procedures Committee, ein Beratergremium der Regierung in Tierversuchsfragen.

Nachdem Proteste eine Verbesserung seiner Haftbedingungen erwirkten, erhielt er nach 43 Tagen Streik die Krankensalbung infolge von kritischen Gewichtsverlusten. Die Labourregierung wollte öffentlich keiner Forderung nachgeben und bezeichnete den Vorgang, als erpresserisch. Es fanden aber Gespräche statt. Hornes MP, Tony Clarke, besuchte ihn am 12. November und verhandelte ein Treffen zwischen seinen Anhängern und dem Innenministerium am 19. November. Das Treffen endete mit dem Ergebnis, dass er in seinen Forderungen nachgab und sich auf die Einberufung einer Royal Commission für Tierversuche beschränkte, die die Labourregierung vor ihrer Wahl auch in Aussicht gestellt hatte.
Horne wurde in ein Krankenhaus verlegt. Er verlor sein Sehvermögen auf einem Auge, erlitt einen schweren Leberschaden, wurde auf einem Ohr taub und stand kurz vor einem Koma. Um Berichten seiner Anhänger infolge weiterer Gespräche folgen zu können, willigte er ein, für einen beschränkten Zeitraum süße Flüssigkeiten zu sich zu nehmen. Die Medien stellten seinen Streik daraufhin als eine Farce dar.
Während seines Streiks wurden Mahnwachen an den Parlamentshäusern in London sowie in Westminster gehalten. Alan Klark (Conservative) unterstützte diese Proteste kurzzeitig. Am 24. November enthüllten Aktivisten ein entsprechendes Plakat auf dem Fahrzeug der Queen auf ihrem Weg zur Eröffnung des Parlaments. Kurz darauf parkten zwei Aktivisten ein Auto vor der Downing Street. Während sie die Reifen zerstachen und sich an das Steuer ketteten, wurden sie von einer kleineren Protestgruppe begleitet. Landesweit gab es 2 „Tierbefreiungen“. Vor einigen britischen Botschaften im Ausland gab es Mahnwachen.
Als Hornes Tod abzusehen war, versendeten Unbekannte, die sich der ARM zurechneten, durch Robin Webb (ALPO) Morddrohungen gegen drei Wissenschaftler namentlich (Colin Blakemore, Clive Page und Mark Matfield) sowie gegen sieben weitere, dessen Namen aus Sicherheitsgründen von der Polizei unter Verschluss gehalten wurden. Die Betroffenen erhielten Polizeischutz, der teilweise mehrere Jahre lang weiterlief. Ein polizeiliches Sonderkommando zur Beobachtung der ARM und von Webb wurde einberufen.
Am 10. Dezember 1998 wurde Horne vom Krankenhaus zurück ins Gefängnis verlegt. Er halluzinierte und konnte sich Berichten zufolge nicht erinnern, warum er hungerte. Die letzten zwei Tage des Streiks sind nicht dokumentiert. Am 13. Dezember beschloss Horne, wieder zu essen, nachdem Labour ein Treffen zwischen ihm, Michael Barner (Vorsitzender des APC) und Ian Cawsey (Vorsitzender der überparteilichen Tierschutzkommission des Parlaments) organisiert hatte.

## Tod und Privates
Horne erholte sich nicht mehr von den Folgen des Hungerstreiks. Er trat danach noch in einige weitere, von denen aber öffentlich praktisch keine Notiz genommen wurde. Er starb am 5. November 2001, dem 15. Tag seines letzten Hungerstreiks, an Leberversagen.
Die negative öffentliche Berichterstattung über seine Person setzte sich nach seinem Tod fort. So schrieb etwa der Guardian:

„Zu Lebzeiten war er ein Niemand, ein gescheiterter Müllmann, der Brandanschläger wurde. Man wird seiner als erster Märtyrer der erfolgreichsten Gruppe von britischen Terroristen gedenken: der Tierrechtsbewegung“

Er wurde in Northampton unter einer Eiche im Fußballtrikot des Northampton Town beigesetzt. Etwa 700 Menschen wohnten seiner Neopaganistischen Beerdigung bei.
Barry hinterließ seine zweite Frau, Aileen und einen Sohn. Seit etwa 1990 bis zu seinem Tod lebte er vegan.